# The Weirding
The weirding  is het debuutalbum van de Amerikaanse muziekgroep Astra.

## Geschiedenis
Astra werd opgericht in 2001; vestigingsplaats is San Diego (Californië). Leden van de band zijn liefhebbers van de muziek van de vroege King Crimson, Pink Floyd en Black Sabbath. Men toert aan de westkust, onder meer met Bigelf. In 2008 kreeg de band een stabiele samenstelling. In het najaar van 2008 ging de band de studio in en kwam op  23 juni 2009 met hun eerste muziekalbum op de markt.
De muziek leunt zwaar op King Crimson, soms lijken er muzikale citaten van die band in de muziek te zitten (Cirkus van Lizard).  Ook invloeden van Yes (album Close to the Edge) zijn in het gitaarspel te horen, met soli die nergens naartoe lijken te gaan, maar toch in de muziek passen. Beyond begint in Steve Hackett-stijl met een Meddle-vervolg.

## Musici
- Richard Vaughan – zang, gitaar, synthesizer, mellotron, echoplex
- Conor Riley – zang, gitaar
- Brain Ellis – gitaar, synthesizer
- Stuart Sclater – basgitaar
- David Hurdy – slagwerk, percussie, dwarsfluit.

## Tracklist
| Nr. | Titel                       | Duur |
| --- | --------------------------- | ---- |
| 1.  | The rising of the black sun |      |
| 2.  | The weirding                |      |
| 3.  | Silent sleep                |      |
| 4.  | The river under             |      |
| 5.  | Ouroboros                   |      |
| 6.  | Broken glass                |      |
| 7.  | The dawning of Ophiuchus    |      |
| 8.  | Beyond to slight the maze   |      |

Ook de hoes verwees naar het verleden van de progressieve rock; Roger Dean verzorgde menig albumhoes voor het genre; de hoes van Arik Roper is een direct verwijzing naar Deans hoezen.